# V (альбом Maroon 5)
V («Пять») — пятый студийный альбом американской поп-рок-группы Maroon 5. Пластинка выпущена 29 августа 2014 года лейблами 222 Records и Interscope. V стал первым релизом Maroon 5, распространением которого занималась компания Interscope Records.
V снискал коммерческий успех; спустя неделю после релиза в США, диск разместился на лидирующей позиции чарта Billboard 200 с проданным тиражом 164,000 экземпляров.

## Об альбоме

### Процесс создания
В апреле 2013 года Джеймс Валентайн, гитарист Maroon 5, сообщил о начале работы над пятым студийным альбомом в студии Conway Studios, Лос-Анджелес. Валентайн заявил: «…быть может мы вернёмся к тому, что было на Songs About Jane». Запись пластинки продлилась до середины 2014 года. В этот период в коллектив вернулся клавишник Джесси Кармайкл, который временно выбыл из состава в 2012 году. Помимо музыкантов Maroon 5, к записи материала были привлечены Майк Познер, Dr. Luke, Райан Теддер, Бенни Бланко, продюсерская команда Stargate и многие другие. Кроме того, Maroon 5 записали композицию «My Heart Is Open» совместно с певицей Гвен Стефани.
Дизайном обложки нового альбома занимался южнокорейский фотограф Ли Юнг. На лицевую сторону диска Юнг поместила снимок светящейся, на фоне резервуара в провинции Кёнгидо, неоновой трубки, изготовленной в форме V — римской цифры 5. При этом логотип Maroon 5 изображён на фоне склона горы, подобно знаку Голливуда.
18 мая 2014 года состоялся официальный анонс альбома; была объявлена предварительная дата релиза в США (2 сентября 2014), а также дистрибьютор диска — Interscope Records. Maroon 5 сообщили и о предстоящем концертном туре в поддержку V.

### Релиз и продвижение
11 июня 2014 года на официальной странице группы в Facebook появился фрагмент песни «Maps», а 16 июня композиция была выпущена в виде первого коммерческого сингла. «Maps» занял 6-ю строчку Billboard Hot 100. С 17 по 21 июля на странице Maroon 5 в Facebook выкладывались фрагменты обложки V. Всего было доступно пять частей, из которых пользователь мог собрать обложку аналогично пазлу. Вскоре, для интернет-загрузки был выпущен промосингл «It Was Always You». 22 августа 2014 года был выпущен второй коммерческий сингл из V — «Animals», который разместился на 3-м месте Billboard Hot 100. В российском хит-параде Tophit «Animals» отметился на 59-й строчке. 13 января 2015 увидел свет третий сингл «Sugar».
2 сентября 2014 V поступил в продажу в США. Диск лидировал в чарте Billboard 200, с проданным тиражом 164,000 экземпляров за первую неделю. Спустя месяц продажи альбома составили 305,000 копий. В Канаде пластинка также дебютировала под номером один с проданными 15,000 копиями в течение недели.
В день американского релиза группа анонсировала гастрольный тур Maroon 5 World Tour 2015, охватывающий Европу, Африку и Северную Америку. Он стартовал 30 декабря 2014 года в Лас-Вегасе. Завершение Maroon 5 World Tour 2015 запланировано на июнь 2015 года.

## Восприятие
| Совокупная оценка     | Совокупная оценка |
| Источник              | Оценка            |
| --------------------- | ----------------- |
| Metacritic            | 55/100            |
| Оценки критиков       |                   |
| Источник              | Оценка            |
| Allmusic              | [ 35 ]            |
| Billboard             | 86/100            |
| Entertainment Weekly  | C                 |
| The Guardian          | [ 38 ]            |
| Daily News (Нью-Йорк) | [ 39 ]            |
| The Observer          | [ 40 ]            |
| PopMatters            | [ 41 ]            |
| Rolling Stone         | [ 42 ]            |
| Rolling Stone Russia  | [ 43 ]            |
| USA Today             | [ 44 ]            |

Альбом получил смешанные отзывы от музыкальных критиков и обозревателей. На американском веб-агрегаторе Metacritic V имеет средний балл 55 из 100, основанный на 12 рецензиях. Положительно пластинку воспринял Джон Долан, редактор журнала Rolling Stone. Журналист выставил 4 звезды из возможных 5, охарактеризовав композиции альбома как «яркие» и «отполированные». В журнале Billboard V имеет рейтинг 86 из 100; по мнению рецензента Бреда Вета пластинка «показывает, что фундамент [Maroon 5] ещё не разрушен». 3.5 звезды присудил диску Стивен Томас Эрлвин из Allmusic. Обозреватель положительно воспринял мелодичность V. Брайан Мэнсфилд, редактор USA Today, поставил пластинке 2.5 звезды из возможных 4. Мэнсфилд выделил «лёгкость» звучания альбома.
Были и отрицательные рецензии. Кайл Андерсон в своём обзоре для Entertainment Weekly негативно оценил сильный уклон Maroon 5 в сторону поп-музыки. Схожую точку зрения высказал и редактор The Guardian Тим Джонс. 2 звезды присудил Тео Ленс, обозреватель The Observer, описав стиль V как «безвкусный электро-поп-рок». Энни Гелвин выставила пластинке 5/10 в своём отзыве для PopMatters, аргументировав это тем, что V является «простым» и «безразличным». Редактор Rolling Stone Russia Андрей Бухарин также негативно воспринял V. В своей рецензии он написал: «Популярнейший в нулевые американский поп-роковый квинтет в новом десятилетии окончательно растерял все приметы рока и превратился, по сути, в заправский бойз-бэнд с гитарами».

## Список композиций
| №                   | Название                                      | Автор(ы)                                                                     | Продюсеры                                                                   | Длительность |
| ------------------- | --------------------------------------------- | ---------------------------------------------------------------------------- | --------------------------------------------------------------------------- | ------------ |
| 1.                  | «Maps»                                        | Адам Левин Райан Теддер Бенни Бланко Аммар Малик Ноэл Занканелла             | Бланко Теддер Занканелла Ноа Пэссовой [a]                                   | 3:10         |
| 2.                  | «Animals»                                     | Левин Shellback Бланко                                                       | Shellback                                                                   | 3:51         |
| 3.                  | «It Was Always You»                           | Левин Сэм Мартин Джейсон Эвиган Маркус Ломакс Джордан Джонсон Стефан Джонсон | Эвиган The Monsters & Strangerz С. Джонсон [b] Мартин [b] Исайя Теджада [b] | 4:00         |
| 4.                  | «Unkiss Me»                                   | Левин Джоанн Карлссон Росс Голан                                             | Карлссон Пэссовой [b]                                                       | 3:58         |
| 5.                  | «Sugar»                                       | Левин Джошуа Колмен Dr. Luke Джейкоб Кашер Майк Познер Генри Уолтер          | Колмен Уолтер                                                               | 3:55         |
| 6.                  | «Leaving California»                          | Левин Бланко Нейт Руэс Малик Тор Эрик Хермансен Миккель Сторлеер Эриксен     | Бланко Stargate Пэссовой [a]                                                | 3:23         |
| 7.                  | «In Your Pocket»                              | Левин Shellback Тобиас Джимсон Михель Флайгер                                | Shellback Джимсон Флайгер                                                   | 3:39         |
| 8.                  | «New Love»                                    | Левин Теддер Занканелла                                                      | Теддер Занканелла                                                           | 3:16         |
| 9.                  | «Coming Back for You»                         | Левин Мартин Эвиган Lomax Джей Джонсон С. Джонсон                            | Эвиган The Monsters & Strangerz С. Джонсон [b] Мартин [b] Теджада [b]       | 3:47         |
| 10.                 | «Feelings»                                    | Левин Shellback Оскар Гёррес                                                 | Shellback Гёррес                                                            | 3:14         |
| 11.                 | «My Heart Is Open» (совместно с Гвен Стефани) | Левин Бланко Сия Ферлер Родни «Darkchild» Джеркинс Андре Линдал              | Бланко Джеркинс Линдал Левин                                                | 3:57         |
| Общая длительность: | Общая длительность:                           | Общая длительность:                                                          | Общая длительность:                                                         | 40:10        |

| №                   | Название                                        | Автор(ы)                                                | Длительность |
| ------------------- | ----------------------------------------------- | ------------------------------------------------------- | ------------ |
| 12.                 | «Shoot Love»                                    | Левин Бланко Малик Shellback Пол Эпворт                 | 3:10         |
| 13.                 | «Sex and Candy» (кавер-версия Marcy Playground) | Джон Возняк                                             | 4:25         |
| 14.                 | «Lost Stars» (исполнено только Адамом Левином)  | Грегг Александер Даниэль Брисбойс Ник Лесли Ник Саутвуд | 4:27         |
| Общая длительность: | Общая длительность:                             | Общая длительность:                                     | 52:12        |

| №                   | Название                              | Автор(ы)                                          | Продюсеры                                           | Длительность |
| ------------------- | ------------------------------------- | ------------------------------------------------- | --------------------------------------------------- | ------------ |
| 15.                 | «Maps» (Slaptop Remix)                | Левин Бланко Теддер Малик Занканелла              | Бланко Теддер Занканелла Пэссовой [a] Слэптоп [c]   | 4:02         |
| 16.                 | «Maps» (Remix) (при участии Big Sean) | Левин Бланко Теддер Малик Занканелла Шон Андерсон | Бланко Теддер Занканелла Пэссовой [a] DJ Reflex [c] | 3:51         |
| Общая длительность: | Общая длительность:                   | Общая длительность:                               | Общая длительность:                                 | 60:05        |

| №  | Название                                                              | Длительность |
| -- | --------------------------------------------------------------------- | ------------ |
| 1. | «International EPK» (интервью)                                        |              |
| 2. | «Lost Stars» (акустическое исполнение)                                |              |
| 3. | «Maps» (видеоклип)                                                    |              |
| 4. | «Maps (Behind the Scenes)» (короткий фильм о процессе создания клипа) |              |

Комментарии
- ↑  дополнительный продюсер
- ↑  продюсирование вокала
- ↑  ремикширование

## Участники записи
| Maroon 5 - Адам Левин — основной вокал, гитара, продюсирование - Джеймс Валентайн — гитара - Микки Мэдден — бас-гитара - Мэтт Флинн — барабаны, перкуссия - Джесси Кармайкл — клавишные, бэк-вокал - Пи Джей Мортон — клавишные | Другой персонал - Ноа Пэссовой — продюсирование - Макс Мартин, Тим Блэксмит, Дэнни Д. — исполнительные продюсеры - Сербан Генеа, Джон Хейнс — сведение - Том Койн — мастеринг - Миккель Сторлеер Эриксен, Клинт Гиббс — звукоинженеры - Сейф Хуссейн — координатор - Джош Армстронг, Эрик Эйлендс, Рейчел Файндлен — ассистенты - Линда Карбоун, Карлен Донован — промоушн - Ли Юнг — фотограф, дизайнер |

Приглашённые музыканты
- Dr. Luke — программинг, доп. барабаны, доп. гитара, перкуссия, клавишные, бас-синтезатор
- Джоанн Карлссон — клавишные, сведение, программинг, продюсирование вокала, бэк-вокал
- Фил Питерсон, Мэттиас Билунд — струнные инструменты
- Райан Теддер, Бенни Бланко, Михель Флайгер, Джейсон Эвиган, Оскар Гёррес, Shellback, Stargate, The Monsters and the Strangerz — продюсирование, программинг
- Джошуа Колмен, Генри Уолтер, Astma & Rocwell — программинг
- Майк Познер — дополнительный вокал
- Гвен Стефани — вокал («My Heart Is Open»)
- Сэм Шемберг, Джейсон Филдс, Трэвис Лити, Шон Теллез — дополнительный вокал, хлопки
- Сэм Фаррар, Эшли Кэхилл, Райан Джексон-Хейли, Росс Голан, Эрин Вютрих — бэк-вокал

Основано на данных, предоставленных Allmusic.

## Позиции в чартах и сертификации
| Чарт (2014)                              | Высшая позиция |
| ---------------------------------------- | -------------- |
| Австралия (ARIA)                         | 4              |
| Австрия (Ö3 Austria)                     | 10             |
| Бельгия/Фландрия (Ultratop)              | 7              |
| Бельгия/Валлония (Ultratop)              | 12             |
| Canadian Albums (Billboard)              | 1              |
| Chinese Albums (Sino Chart)              | 2              |
| Хорватия (IFPI)                          | 4              |
| Чехия (ČNS IFPI)                         | 40             |
| Дания (Hitlisten)                        | 4              |
| Нидерланды (Album Top 100)               | 11             |
| Финляндия (Suomen virallinen lista)      | 6              |
| Франция (SNEP)                           | 6              |
| Германия (Offizielle Top 100)            | 6              |
| Венгрия (MAHASZ)                         | 12             |
| Indian Albums (IMI)                      | 1              |
| Ирландия (IRMA)                          | 7              |
| Italian Albums (FIMI)                    | 2              |
| Япония (Oricon)                          | 4              |
| Республика Корея (Circle)                | 6              |
| Республика Корея (Gaon)                  | 2              |
| Новая Зеландия (RMNZ)                    | 11             |
| Норвегия (VG-lista)                      | 4              |
| Польша (ZPAV)                            | 43             |
| Португалия (AFP)                         | 12             |
| Шотландия (Scottish Albums Chart)        | 5              |
| Испания (PROMUSICAE)                     | 4              |
| Швеция (Sverigetopplistan)               | 5              |
| Швейцария (Schweizer Hitparade)          | 2              |
| Taiwanese Albums (G-Music)               | 4              |
| Taiwanese Western Albums (G-Music)       | 1              |
| Taiwanese International Albums (G-Music) | 1              |
| Великобритания (UK Albums Chart)         | 4              |
| Billboard 200                            | 1              |

| Регион | Сертификация | Продажи |
| --- | ------------ | ------- |
| Канада (Music Canada) | Золотой      | 40 000^ |
| Швеция (GLF) | Платиновый   | 40 000  |
| Великобритания (BPI) | Платиновый   | 300 000 |
| * Данные о продажах приведены только на основе сертификации. ^ Данные о тиражах приведены только на основе сертификации. |              |         |

## Хронология релиза
| Территория  | Дата выпуска    | Издание                                                                             | Формат(ы)                                        | Лейбл(ы)               |
| ----------- | --------------- | ----------------------------------------------------------------------------------- | ------------------------------------------------ | ---------------------- |
| Германия    | 29 августа 2014 | Стандартное Делюкс                                                                  | CD цифровая дистрибуция High Fidelity Pure Audio | Interscope             |
| Бразилия    | 29 августа 2014 | Стандартное Делюкс                                                                  | CD цифровая дистрибуция High Fidelity Pure Audio | Universal Music Brazil |
| Южная Корея | 1 сентября 2014 | Стандартное Делюкс Blu-ray                                                          | CD цифровая дистрибуция High Fidelity Pure Audio | Universal Music Korea  |
| США         | 2 сентября 2014 | Стандартное Делюкс Стандартное (зацензуренная версия) Делюкс (зацензуренная версия) | CD LP цифровая дистрибуция                       | 222 Records Interscope |
| Россия      | 5 сентября 2014 | Стандартное                                                                         | CD                                               | ООО «Юниверсал Мьюзик» |
| Европа      | 5 сентября 2014 | Стандартное Делюкс                                                                  | CD цифровая дистрибуция                          | 222 Records Interscope |